# Beauregard megye
Beauregard megye az Amerikai Egyesült Államokban, azon belül Louisiana államban található. Megyeszékhelye és legnagyobb városa DeRidder. Lakosainak száma 36 549 fő (2020. április 1.). Beauregard megye Vernon, Allen, Jefferson Davis, Calcasieu és Newton megyékkel határos.

## Népesség
A megye népességének változása:
| Lakosok száma | 35 836 | 36 070 | 36 240 | 36 167 | 36 462 | 36 549 |
|               | 2010   | 2011   | 2012   | 2013   | 2015   | 2020   |